# الورنو (ویسکانسین)
الورنو، ویسکانسین (به انگلیسی: Alverno, Wisconsin) یک محدوده ثبت‌نشده در ایالات متحده آمریکا است که در Manitowoc Rapids واقع شده‌است.

## خصوصیات
الورنو ۲۲۳٫۱۲ متر بالاتر از سطح دریا واقع شده‌است.